# Igé (Saône-et-Loire)
Pour les articles homonymes, voir Igé.
Igé est une commune française située dans le département de Saône-et-Loire, en région Bourgogne-Franche-Comté.

## Géographie
Le village est situé dans le Mâconnais, à la lisière du Haut-Mâconnais au nord, entre Verzé, Azé et Cluny. On peut y trouver des vestiges historiques comme la chapelle de Domange qui date du Xe siècle ou une série de lavoirs situés dans tout le village. Village viticole du vignoble du Mâconnais.

### Climat
Pour des articles plus généraux, voir Climat de la Bourgogne-Franche-Comté et Climat de Saône-et-Loire.
En 2010, le climat de la commune est de type climat océanique dégradé des plaines du Centre et du Nord, selon une étude du Centre national de la recherche scientifique s'appuyant sur une série de données couvrant la période 1971-2000. En 2020, Météo-France publie une typologie des climats de la France métropolitaine dans laquelle la commune est dans une zone de transition entre le climat océanique altéré et le climat continental altéré et est dans la région climatique Bourgogne, vallée de la Saône, caractérisée par un bon ensoleillement (1 900 h/an), un été chaud (18,5 °C), un air sec au printemps et en été et des vents faibles.
Pour la période 1971-2000, la température annuelle moyenne est de 11,1 °C, avec une amplitude thermique annuelle de 17,9 °C. Le cumul annuel moyen de précipitations est de 926 mm, avec 11,1 jours de précipitations en janvier et 7,6 jours en juillet. Pour la période 1991-2020, la température moyenne annuelle observée sur la station météorologique de Météo-France la plus proche, « Jalogny_sapc », sur la commune de Jalogny à 9 km à vol d'oiseau, est de 11,2 °C et le cumul annuel moyen de précipitations est de 873,4 mm. 
La température maximale relevée sur cette station est de 39,6 °C, atteinte le 12 août 2003 ; la température minimale est de −21,6 °C, atteinte le 17 janvier 1985,,.
Les paramètres climatiques de la commune ont été estimés pour le milieu du siècle (2041-2070) selon différents scénarios d'émission de gaz à effet de serre à partir des nouvelles projections climatiques de référence DRIAS-2020. Ils sont consultables sur un site dédié publié par Météo-France en novembre 2022.

## Urbanisme

### Typologie
Au 1er janvier 2024, Igé est catégorisée bourg rural, selon la nouvelle grille communale de densité à sept niveaux définie par l'Insee en 2022.
Elle est située hors unité urbaine. Par ailleurs la commune fait partie de l'aire d'attraction de Mâcon, dont elle est une commune de la couronne,. Cette aire, qui regroupe 105 communes, est catégorisée dans les aires de 50 000 à moins de 200 000 habitants,.

### Occupation des sols
L'occupation des sols de la commune, telle qu'elle ressort de la base de données européenne d’occupation biophysique des sols Corine Land Cover (CLC), est marquée par l'importance des territoires agricoles (50,1 % en 2018), en diminution par rapport à 1990 (52,6 %). La répartition détaillée en 2018 est la suivante : forêts (41,6 %), cultures permanentes (30,9 %), zones agricoles hétérogènes (12,7 %), prairies (6,5 %), zones urbanisées (5,3 %), mines, décharges et chantiers (3 %). L'évolution de l’occupation des sols de la commune et de ses infrastructures peut être observée sur les différentes représentations cartographiques du territoire : la carte de Cassini (XVIIIe siècle), la carte d'état-major (1820-1866) et les cartes ou photos aériennes de l'IGN pour la période actuelle (1950 à aujourd'hui).

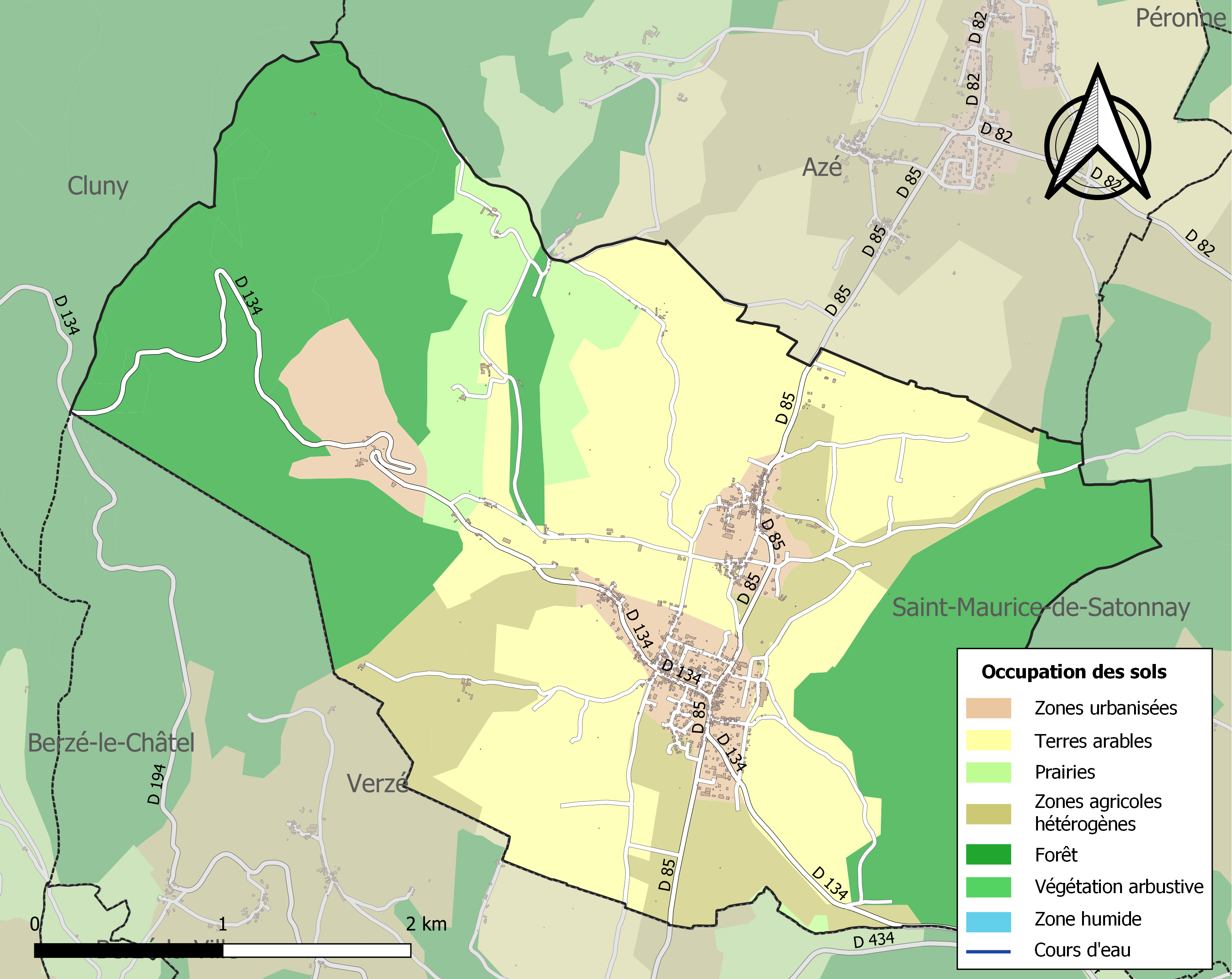
Carte des infrastructures et de l'occupation des sols de la commune en 2018 (CLC).

## Histoire
« Igyé est une chastellenie royale. Et néanmoins au village dudit Igyé est une maison noble, laquelle a acquis à ses possesseurs le titre de seigneurs d'Igyé. Ceste maison est l'une de celles que j'ay dit estre de la fource de Lugny du Masconnois […]. En ladicte chastellenie d'Igyé, comme aussi en celle de Prissey, sont plusieurs autres maisons nobles, desquelles ignorant les seigneurs, j'ay esté contrainct me taire. » écrit Pierre de Saint-Julien de Balleure en 1581 au sujet de la chastellenie d'Igyé.

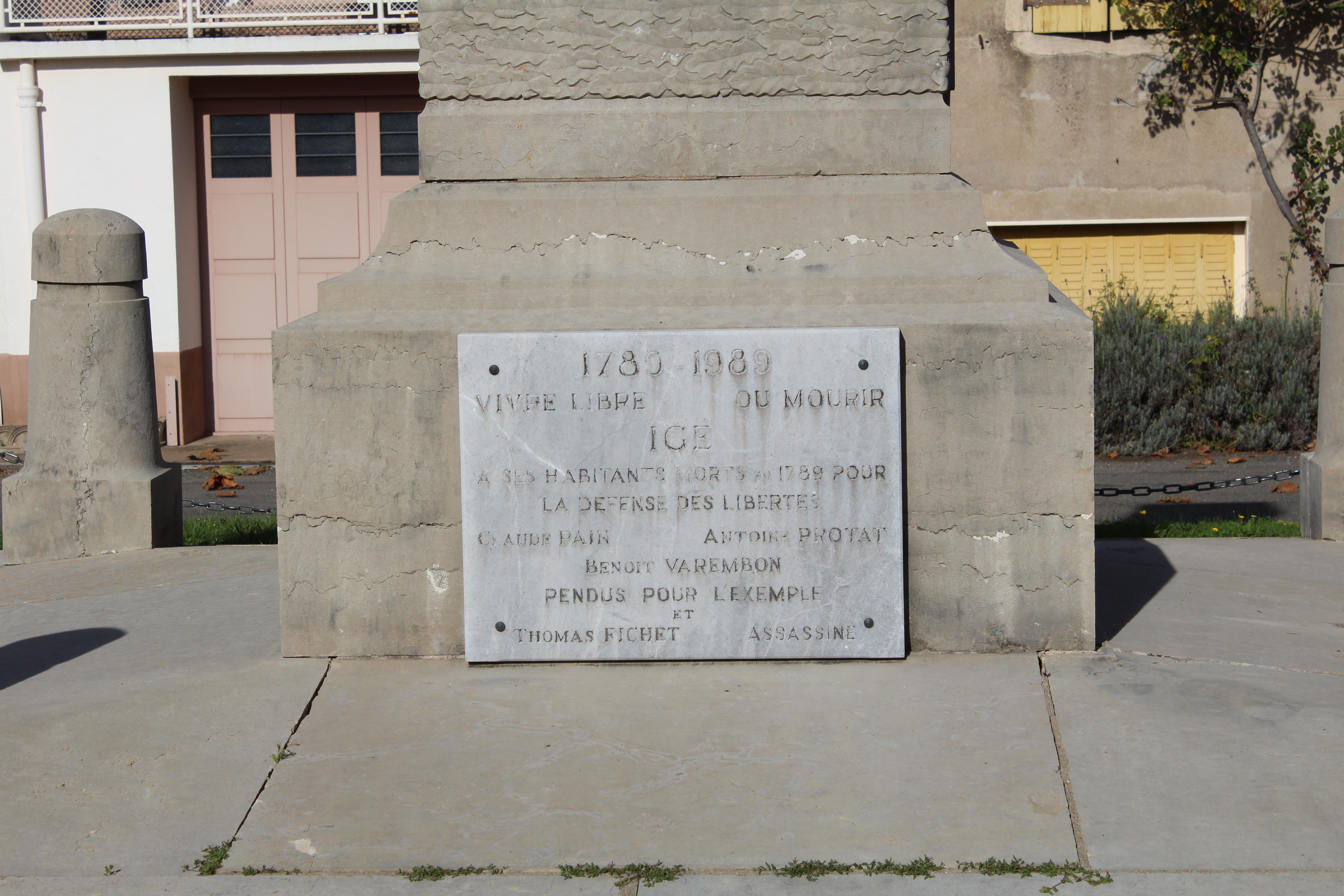
Plaque commémorative de la révolte de juillet 1789 à Igé.

C'est à Igé que, le 26 juillet 1789, débuta la jacquerie plus connue sous le nom de « Grande Peur du Mâconnais », au cours de laquelle s'illustrèrent ceux que l'on a dénommés les brigands. Igé eut pour seigneurs au XVIIIe siècle de puissants nobles appartenant à la maison de La Bletonnière, famille qui avait pour armes : « D'or, à une ancre de sable. ». Malheureusement, poussés à bout par l'un de ces seigneurs, François Charles Albert de La Bletonnière, qui, suivant l'exemple d'Abel de La Bletonnière, son père, leur refusait l'usage de l'unique fontaine convenable du village, les habitants d'Igé, menés par le brandevinier Claude Pain (pendu à Mâcon le 14 septembre 1789), l'ex-syndic Jean Blanchard et l'ancien garde Antoine Protat, et aidés par les villageois d'Azé, saccagèrent le château de leur seigneur. Sur le territoire de l'actuelle commune fut aussi attaqué le même jour, au hameau de Domange, un domaine appartenant aux moines bénédictins de Cluny,.
À compter du 11 novembre 1900, Igé fut desservi par le train, à la suite de l'inauguration ce jour-là de la ligne de chemin de fer à voie étroite Mâcon-Fleurville via Lugny (ligne qui fonctionna, pour le trafic quotidien des voyageurs, jusqu'en 1931).
Début 1927 : fondation de la coopérative vinicole d'Igé, avec Marius Vatron pour président.
23 décembre 1943 : dans la nuit, un groupe de jeunes maquisards du camp FTP de Brandon en mouvement vers le Jura est attaqué par des soldats allemands au hameau du Martoret, peu après avoir traversé le bourg. L'opération causera la mort de cinq maquisards, dont les noms sont gravés sur une stèle du souvenir.

## Politique et administration
| Période                                  | Période        | Identité                     | Étiquette | Qualité |
| ---------------------------------------- | -------------- | ---------------------------- | --------- | --- |
| 8 brumaire an X                          | 9 janvier 1807 | Dom Claude Chovisse          |           | Ancien moine de l'abbaye de Cluny |
| 9 janvier 1807                           |                | Louis-Abel de La Bletonnière |           | Ancien conseiller au Parlement de Paris |
| 1953                                     | 1971           | Paul Dailly (1919-2016)      | FGDS      | Agriculteur, viticulteur, pépiniériste |
| avant 1981                               | ?              | François Noël                | DVG       | |
| mars 2001                                | 2004           | Henri Guittat                | SE        | |
| 2004                                     | mars 2014      | Roland Schultz               | UMP       | |
| mars 2014                                | juin 2020      | Christiane Duvernay          | LR        | |
| 28 juin 2020                             | en cours       | Gérard Buono                 | SE        | Ancien 1er adjoint. Président du Comité de la Prévention routière de Saône-et-Loire, Colonel de réserve, retraité de la Gendarmerie. Chevalier de la Légion d'honneur et de l'Ordre national du Mérite. Installé lors du Conseil municipal du 3 juillet 2020. |
| Les données manquantes sont à compléter. |                |                              |           | |

## Démographie
Les habitants d'Igé s'appellent les Igéens.
L'évolution du nombre d'habitants est connue à travers les recensements de la population effectués dans la commune depuis 1793. Pour les communes de moins de 10 000 habitants, une enquête de recensement portant sur toute la population est réalisée tous les cinq ans, les populations de référence des années intermédiaires étant quant à elles estimées par interpolation ou extrapolation. Pour la commune, le premier recensement exhaustif entrant dans le cadre du nouveau dispositif a été réalisé en 2007.

En 2022, la commune comptait 890 habitants, en évolution de +2,65 % par rapport à 2016 (Saône-et-Loire : −1,06 %, France hors Mayotte : +2,11 %).
| 1793  | 1800 | 1806  | 1821  | 1831  | 1836  | 1841  | 1846  | 1851  |
| ----- | ---- | ----- | ----- | ----- | ----- | ----- | ----- | ----- |
| 1 030 | 924  | 1 140 | 1 076 | 1 143 | 1 192 | 1 200 | 1 142 | 1 211 |

| 1856  | 1861  | 1866  | 1872  | 1876  | 1881  | 1886  | 1891 | 1896 |
| ----- | ----- | ----- | ----- | ----- | ----- | ----- | ---- | ---- |
| 1 126 | 1 144 | 1 197 | 1 154 | 1 242 | 1 256 | 1 099 | 928  | 932  |

| 1901  | 1906 | 1911 | 1921 | 1926 | 1931 | 1936 | 1946 | 1954 |
| ----- | ---- | ---- | ---- | ---- | ---- | ---- | ---- | ---- |
| 1 008 | 995  | 939  | 801  | 735  | 689  | 720  | 710  | 728  |

| 1962 | 1968 | 1975 | 1982 | 1990 | 1999 | 2006 | 2007 | 2012 |
| ---- | ---- | ---- | ---- | ---- | ---- | ---- | ---- | ---- |
| 741  | 703  | 646  | 669  | 729  | 768  | 854  | 866  | 853  |

| 2017 | 2022 | - | - | - | - | - | - | - |
| ---- | ---- | - | - | - | - | - | - | - |
| 871  | 890  | - | - | - | - | - | - | - |

## Vignoble
Le terroir d’Igé est principalement exploité par une cave coopérative : la « Cave des Vignerons d’Igé », fondée en 1927, soit la même année que la création des coopératives vinicoles voisines de Lugny, Azé, Clessé et Varennes-lès-Mâcon (la première cave coopérative étant celle de Saint-Gengoux-de-Scissé fondée dès 1925). Elle réunit aujourd’hui 80 vignerons et produit des vins principalement dans les appellations Mâcon-Igé et Saint-Véran à base de chardonnay.
Igé, commune viticole, dispose de vignerons indépendants implantés sur la commune, parmi lesquels le Domaine Fichet installé au hameau du Martoret.

## Lieux et monuments

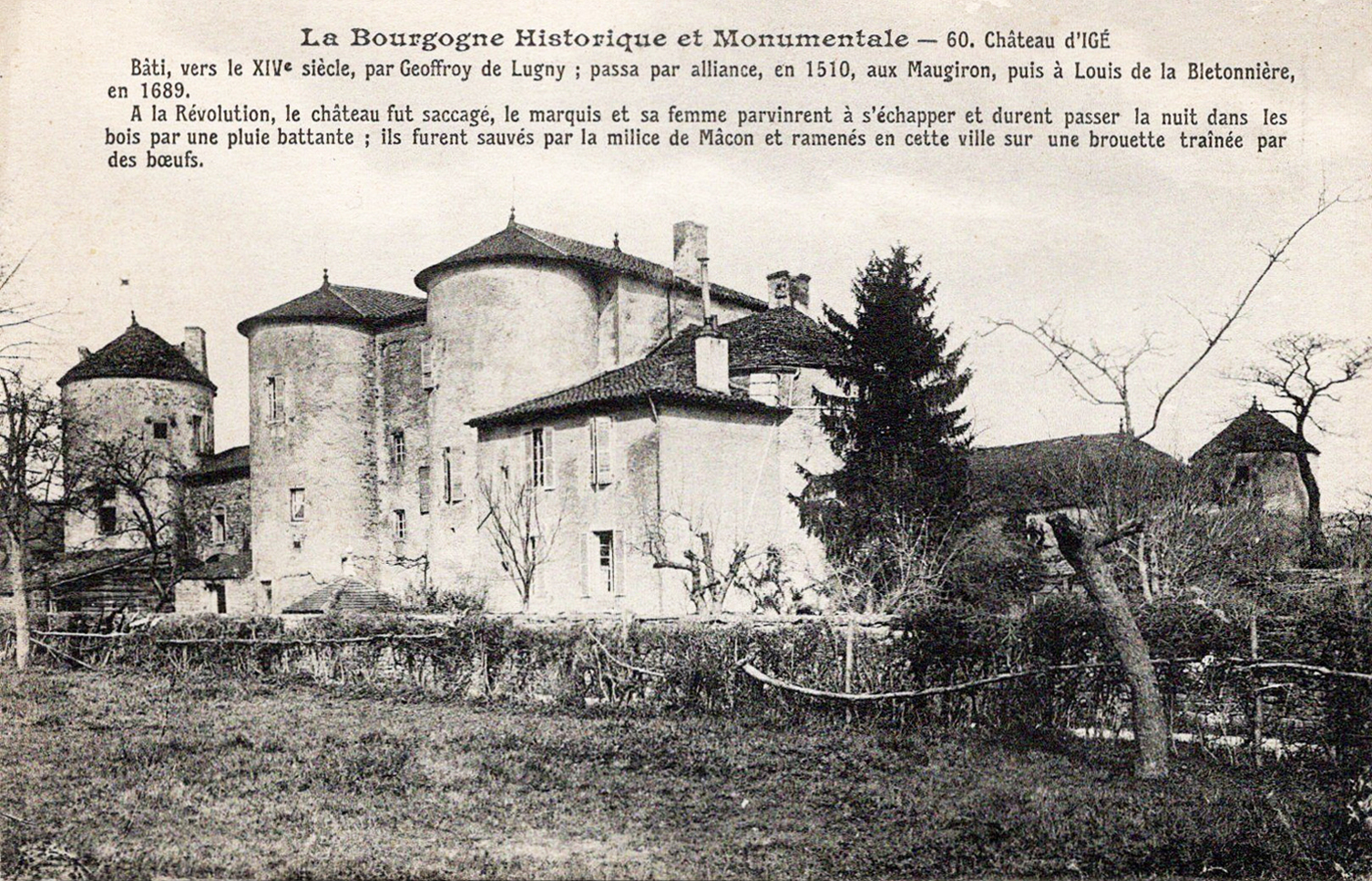
Le château d'Igé, que l'on doit en grande partie à Geoffroy de Lugny et qui appartint aux Maugiron puis aux La Bletonnière.

Parmi les lieux et monuments remarquables figurent :
- le château d'Igé, propriété des de Lugny du XIVe à la fin du XVIe siècle, puis des Maugiron puis des La Bletonnière (propriétaires en 1789) ;
- la chapelle Sainte-Bénédicte de Domange (du Xe – XIe siècle, sur des fondations antérieures), restaurée de 2006 à 2008[22] ;
- l'église Saint-Germain d'Igé construite dans le style néo-classique (première moitié du XIXe siècle) ayant remplacé une ancienne église romane (avec chapelle seigneuriale) placée elle aussi sous le vocable de saint Germain[23] ;
- Le site mégalithique dit « de la pierre l'Écorcherie », consistant en une allée couverte n'ayant conservé que ses parois latérales formées de blocs et de murettes[24] ;
- Sur les teppes : circuit de fun-cars (course d'automobiles apparentées au stock cars).

Sur le territoire de la commune (lieux-dits « Pré de Crouzette », « En Champ Beurne » et « En Mouge ») est implantée une carrière de pierre (dotée d'une installation de concassage criblage), carrière exploitée par la société TRMC de Saint-Martin-Belle-Roche, conformément à une autorisation délivrée le 1er octobre 1993 pour une durée de vingt ans, et renouvelée en 2014 avec une durée d’autorisation prévue de 30 années d’exploitation. La production sollicitée par l'exploitant est, chaque année, de 300 000 tonnes.

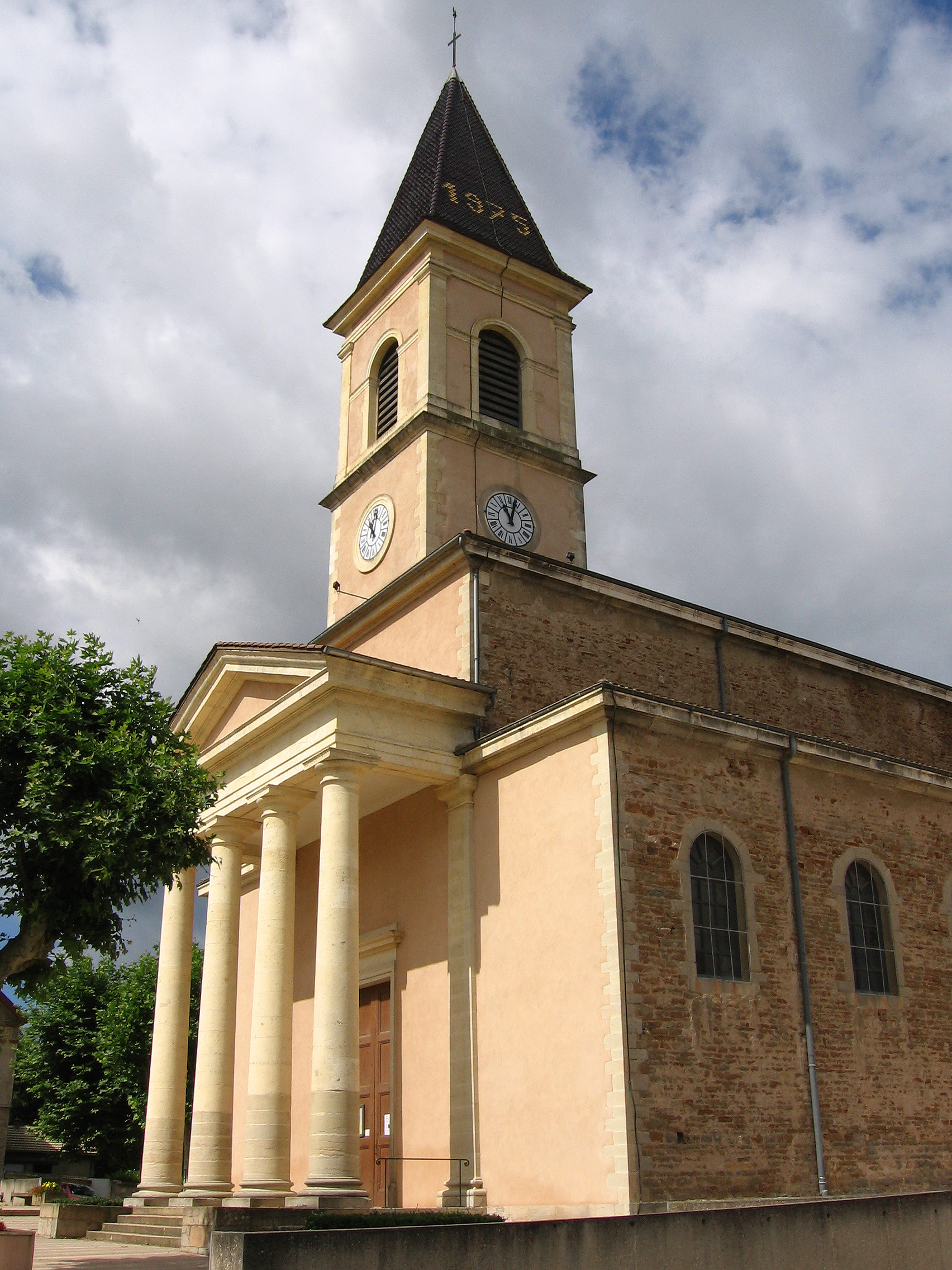
L'église Saint-Germain d'Igé.
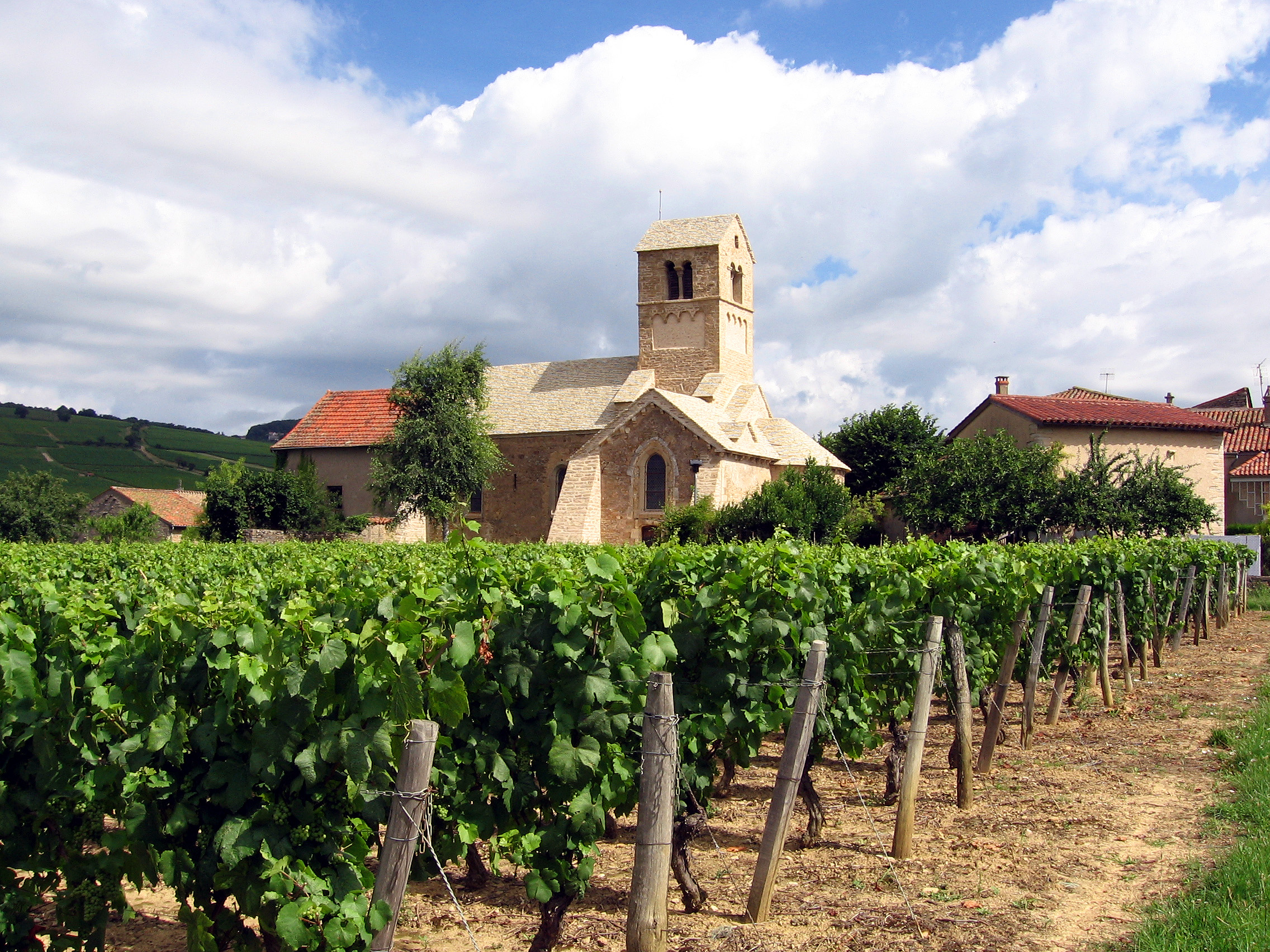
Vue générale de la chapelle Sainte-Bénédicte de Domange.
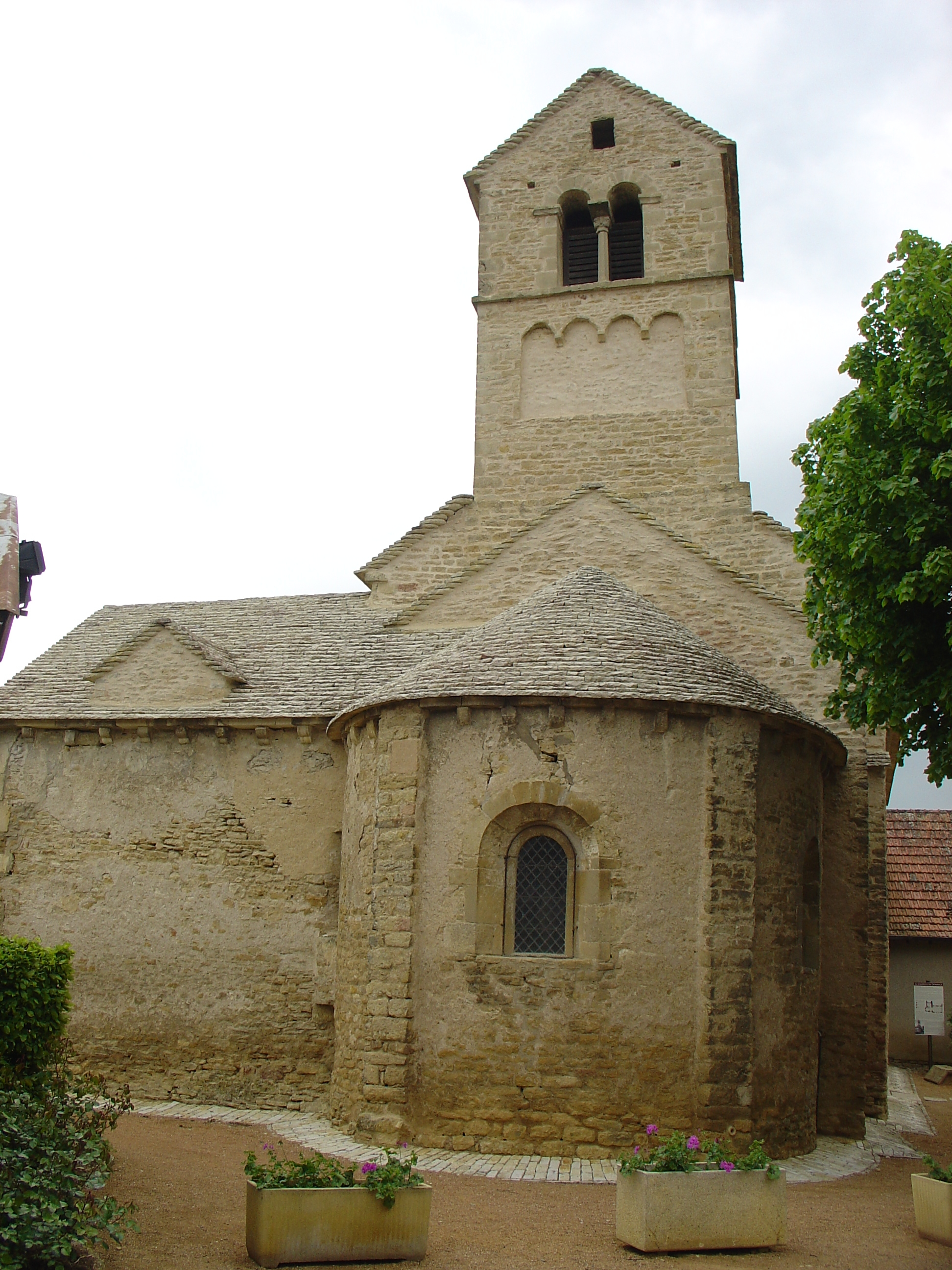
La chapelle de Domange : abside, clocher et chapelle gothique (à gauche).
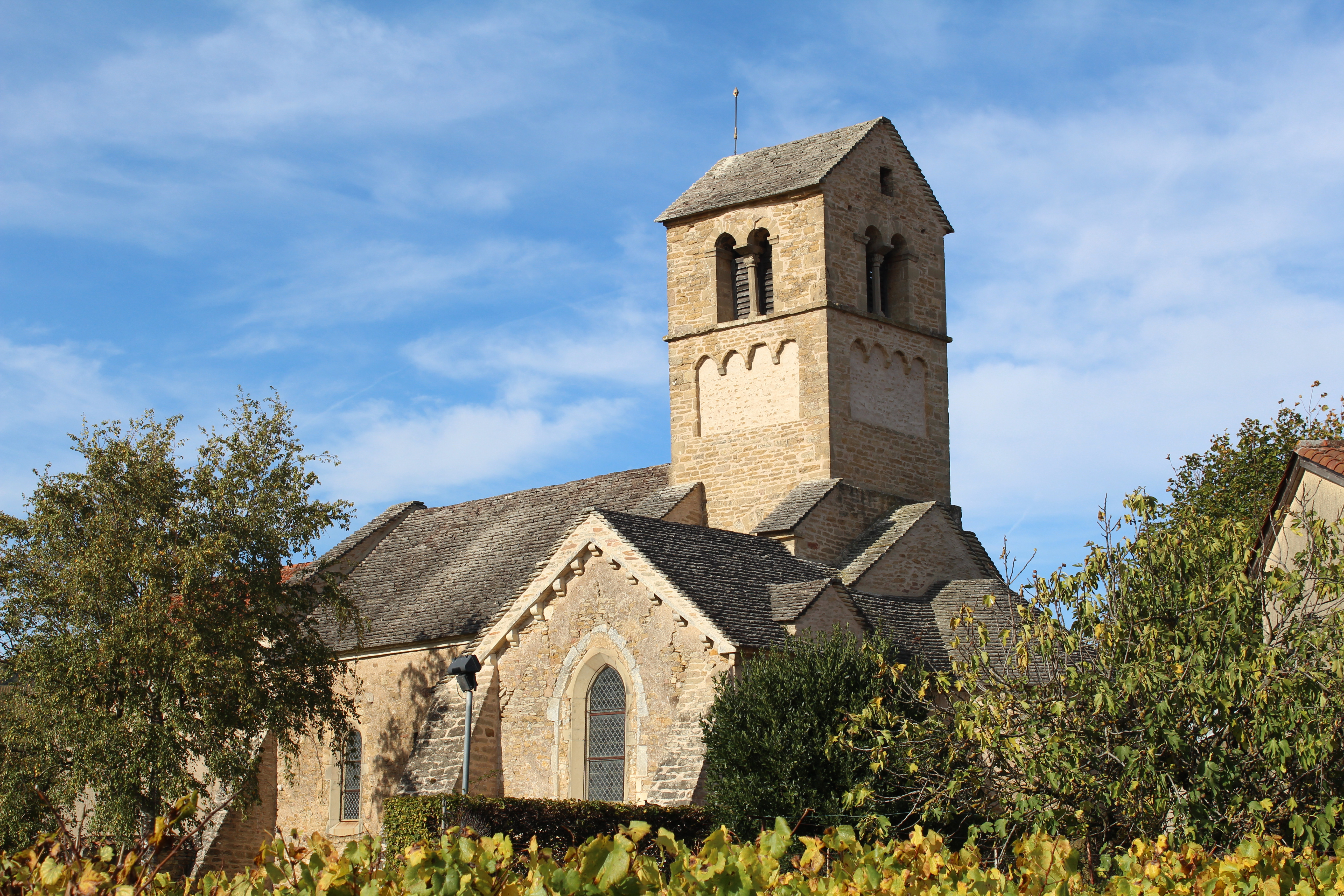
La chapelle de Domange.
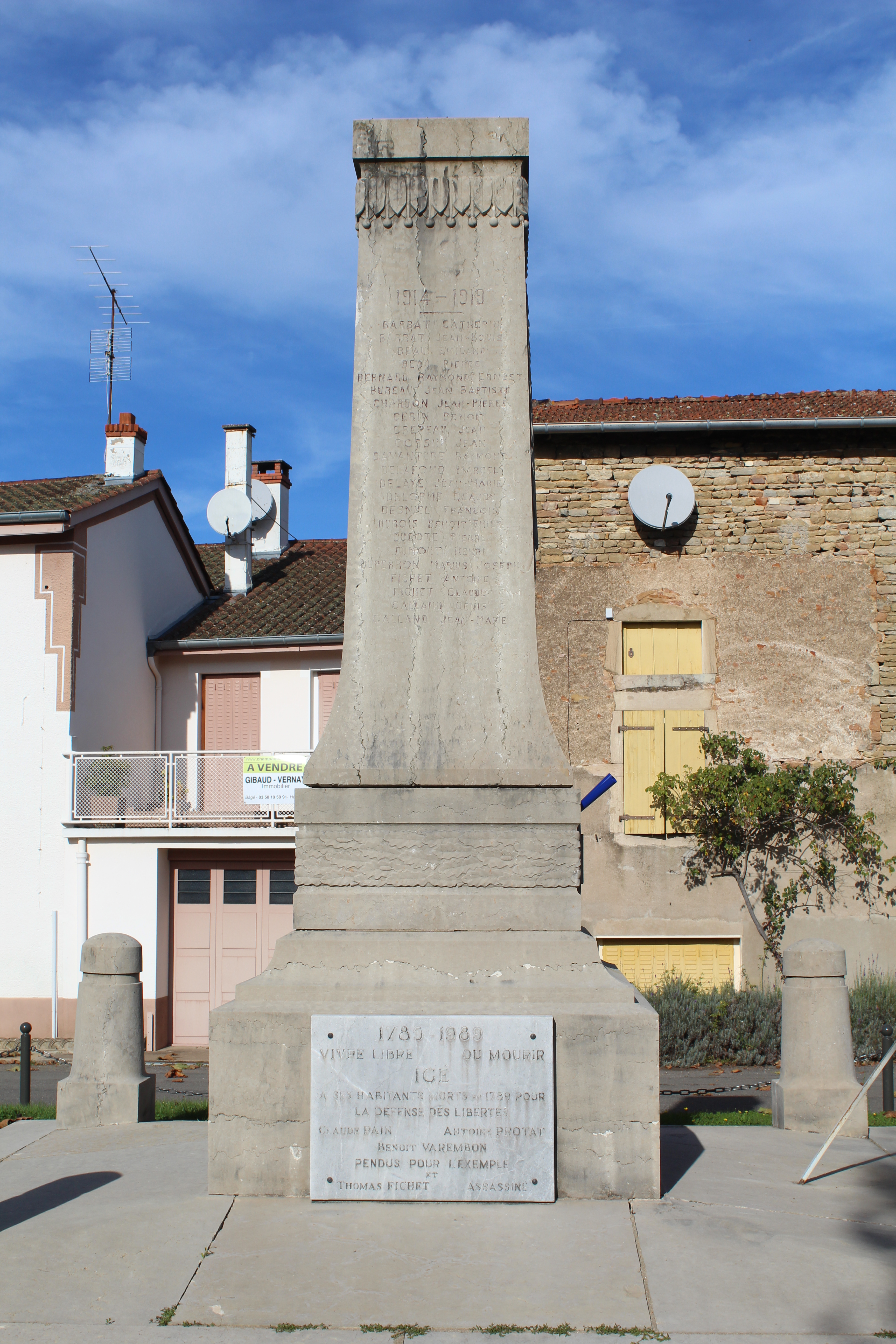
Le monument aux morts.

## Personnalités liées à la commune
- Dom Claude Chovisse, ancien moine de l'abbaye de Cluny (d'abord à Cluny même puis, en tant que procureur, à la maison des Clunistes de Saint-Martin-des-Champs, à Paris, où il vit éclater la Révolution) décédé le 30 décembre 1829 à Chissey-lès-Mâcon, après avoir été successivement nommé maire d'Igé (fonctions qu'il occupa du 8 brumaire an X au 9 janvier 1807) et curé de la paroisse de Chissey-lès-Mâcon (de 1810 à sa mort)[26].
- Pierre-Salomon-Antoine Desbois, seigneur de Choiseau, de la Cailloterie et Chabotte, qui fut le dernier grand bailli d'épée de Mâcon et décéda en 1831 à Chabotte, fief dépendant avant la Révolution de la paroisse d'Igé[27].
- Jean-Baptiste Commerçon, né à Igé le 3 octobre 1871, horticulteur et botaniste renommé qui intégra la Société d'horticulture de Mâcon en 1895 puis fut fait membre honoraire de la Société d'histoire naturelle de Mâcon en 1905 (conseiller municipal de Mâcon de 1912 à 1925, il quitta la ville-préfecture en 1916 après avoir été nommé aux fonctions de directeur de l'Asile départemental à Semur-en-Brionnais)[28].
- Éric Lavigne, militant associatif et politique, créateur des premiers Services d'Accompagnement à la Vie sociale pour personnes handicapées motrices en collaboration avec Christophe Sirugue, vice-président de l'Assemblée nationale. Il a largement œuvré pour l'accès à la culture des personnes en situation de handicap notamment en organisant en juin 2013 le plus important rassemblement de personnes handicapées à l'abbaye de Cluny, laquelle s'est vu décerner le label Tourisme et Handicap à cette occasion. Franc-maçon initié à Mâcon, il fait partie de la loge affiliée à la Grande Loge de France, « les 3 marches », à Mâcon. Diplômé en mathématiques, en philosophie, il s'est notamment intéressé au renouveau de l'école Nicolas-Bourbaki.
- Ovide Carpi (1901-1975), résistant[29] arrêté par la Gestapo à Nancy (Meurthe-et-Moselle) en 1944 et déporté dans les camps de Flossenbürg, de Theresienstadt et de Neuengamme, a vécu à Igé et y repose, au cimetière communal, auprès de sa famille. Il fut par ailleurs chevalier de la Légion d’honneur (décret du 12 mai 1958), chevalier des Palmes académiques et chevalier de l’Ordre du Mérite de la République italienne. De plus, il dirigea la DAVUM[30] à Woippy (Moselle), une usine qui, pour le Mémorial Charles-de-Gaulle[31], construisit les armatures et assembla les éléments de l’immense croix de Lorraine de Colombey-les-Deux-Églises (Haute-Marne) dans le début des années 1970. Il créa, à Igé, le Domaine des Roches[32], dans le hameau du Martoret.
- Pierre Bonnet[33] (1918-2006), résistant évadé d'un camp de concentration allemand dès 1940, devenu directeur régional du ministère des Anciens combattants à Montpellier (Hérault) après la guerre, est enterré auprès de sa famille, au cimetière de la commune. Il fut également officier de la Légion d’honneur (décret du 3 avril 1980), titulaire de la Médaille militaire (décret du 30 octobre 1963) et de la Croix de guerre 1939-1945 avec palme.

## Culte
Igé appartient à l'une des sept paroisses composant le doyenné de Mâcon (doyenné relevant du diocèse d'Autun) : la paroisse Saint-Vincent en Val-Lamartinien, paroisse qui a son siège à La Roche-Vineuse et qui regroupe quinze villages du Mâconnais.

## Pour approfondir